# Villa turcomanus
Villa turcomanus är en tvåvingeart som först beskrevs av Paramonov 1927.  Villa turcomanus ingår i släktet Villa och familjen svävflugor. Inga underarter finns listade i Catalogue of Life.